# Rostislav Jeřábek
Rostislav Jeřábek (* 29. března 1962, Ostrava) je bývalý český fotbalový útočník.

## Fotbalová kariéra
Hrál za TJ Vítkovice, Adanaspor, Konyaspor, Haka Valkeakoski a FC Karviná Vítkovice. V evropských pohárech nastoupil v 7 utkáních.